# Gouvernement Touadéra III
Ve République
Gouvernement Touadéra II Gouvernement Tiangaye I
Le Gouvernement Touadéra 3 est le gouvernement de la République centrafricaine de la publication du décret présidentiel  du 22 avril 2011, jusqu’à la nomination du Gouvernement Tiangaye 1, en février 2013. Il s’agit de l’avant-dernier gouvernement nommé par le Président François Bozizé.

## Composition
Le gouvernement Touadéra 3 est composé du premier ministre, de 5 ministres d’État, 23 ministres et 6 ministres délégués.

### Premier ministre
- Premier ministre : Faustin Touadéra[3]

### Ministres d’État
- 1. Ministre d'État aux finances et au budget : Lieutenant-colonel Sylvain Ndoutingai
- 2. Ministre d'État au plan et à l'économie : M. Sylvain Maliko
- 3. Ministre d'État chargé du développement des transports : Colonel Anicet Parfait Mbay
- 4. Ministre d'État à l'enseignement supérieur et à la recherche scientifique : Jean Willybiro-Sako
- 5.Ministre d'État chargé des postes, télécommunications et des nouvelles technologies : M. Abdou Karim Meckassoua

### Ministres
- 6. Ministre de l'agriculture et du développement rural : M. Fidèle Gouandjika
- 7. Ministre des eaux, forêts, chasse et pêche : M. Emmanuel Bizot
- 8. Ministre des affaires étrangères et des centrafricains de l'étranger : Général de division Antoine Gambi
- 9. Ministre de l'environnement et de l'écologie : M. François Naoueyama
- 10. Ministre de l'habitat et du logement : M. Gontran Djono-Djidou-Ahabo
- 11. Ministre chargé du secrétariat général du gouvernement et des relations avec les institutions : M. Michel Koyt
- 12. Ministre de l'enseignement technique, professionnel et de la formation qualifiante : M. Djibrine Sall
- 13. Ministre de l'administration du territoire et de la décentralisation : Josué Binoua
- 14. Ministre de la santé publique, de la population et de la lutte contre le SIDA : M. Jean-Michel Mandaba
- 15. Ministre de la fonction publique, du travail et de la prévoyance sociale : M. Noël Ramadan
- 16. Ministre de la sécurité publique, de l'émigration-immigration et de l'ordre public : M. Claude Richard Gouandja
- 17. Ministre du commerce et de l'industrie : Mme Marlyn Mouliom Roosalem
- 18. Ministre de l'équipement, des travaux publics et du désenclavement : M. Jean-Prosper Wodobodé
- 19. Ministre de l'énseignement primaire, secondaire et de l'alphabétisation : Mme Gisèle Annie Nam
- 20. Ministre de la justice et de la moralisation, Garde des sceaux : M.Firmin Findiro
- 21. Ministre de la coopération internationale, de l'intégration régionale et de la francophonie : Mme Dorothée Aimée Malenzapa
- 22. Ministre de la communication, de la culture démocratique et civique : M. Alfred Tainga Poloko
- 23. Ministre des affaires sociales, de la solidarité nationale et de la promotion du genre : Mme Pétro-Koni Zézé  née Marguerite Zarambaud
- 24. Ministre de l'énergie et de l'hydraulique : M. Léopold Mboli Fatran
- 25. Ministre de l'urbanisme et de la reconstruction des édifices publics : M. Pascal Koyaméné
- 26. Ministre du développement du tourisme et de l'artisanat : Mme Sylvie Annick Mazoungou
- 27. Ministre de la jeunesse, des sports, des arts et de la culture : M. Jean-Serge Bokassa
- 28. Ministre de la promotion des petites et moyennes entreprises, du secteur informel et du guichet unique : Mme Albertine Agoundoukoua Mbissa

### Ministres délégués
- 29. Ministre délégué auprès du ministre de l'agriculture et du développement rural chargé de l'élevage et de la santé animale : M. Youssoufa Yérima Mandjo
- 30. Ministre délégué à la présidence de la république chargé de la défense nationale, des anciens combattants, des victimes de guerre et de la restructuration de l'armée : Colonel Jean-Francis Bozizé
- 31. Ministre délégué à la présidence de la république chargé des pôles de développement : M. David Banzoukou
- 32. Ministre délégué à la présidence de la république chargé des Mines : M. Obed Namsio
- 33. Ministre délégué à la présidence de la république chargé de l'aviation civile et du transport aérien : M.Théodore Jousso
- 34. Ministre délégué à la présidence de la république chargé du désarmement, de la démobilisation, de la réinsertion des anciens combattants et de la jeunesse pionnière nationale : Général de Brigade Sylvestre Yangongo